# Gibson (Georgia)
Gibson – miasto w Stanach Zjednoczonych, w stanie Georgia, siedziba administracyjna hrabstwa Glascock.